# Континенталне земље
Континенталне земље су земље које немају излаз на отворено море или океан. У свету постоје 44 земље које немају излаз на отворено море.
Свет је дом за преко 250 различитих земаља, а њих 195 се сматрају сувереним државама. Највећи број ових земаља има приступ светском океану. Историјски гледано, ово је тим земљама помогло да развију своје економије кроз међународну трговину користећи повољности јевтинијег транспорта роба морима. Међутим, 44 земље, или око једна петина од светског броја, без излаза је на море, што значи да немају никакав директан приступ океану или мору за приступ светском океану.
Неке земље имају излаз на море, али то море није (у довољној мери) повезано са светским океаном, па таква мора називамо континентална мора, а понекад се она сврставају у језера. Највеће континентално море јест Каспијско језеро. Највећа мора која су повезана само уским пролазом ка океанима јесу Балтичко, Црно и Средоземно море, а понекад се овде убраја и Црвено море. Ови уски пролази веома су битни у стратешком и геополитичком смислу, јер само неколико држава контролише улаз у ова мора.
С друге стране, неке земља имају врло малу обалну границу (испод 5%) у односу на укупну дужину исте. Такве земље обично називамо полуконтиненталне земље.

## Списак континенталних земаља
- Авганистан
- Андора
- Аустрија
- Азербејџан
- Белорусија
- Бутан
- Боливија
- Боцвана
- Буркина Фасо
- Бурунди
- Ватикан
- Есватини
- Етиопија
- Замбија
- Зимбабве
- Јерменија
- Јужни Судан
- Казахстан
- Киргистан
- Лаос
- Лесото
- Лихтенштајн
- Луксембург
- Мађарска
- Малави
- Мали
- Молдавија
- Монголија
- Непал
- Нигер
- Парагвај
- Руанда
- Сан Марино
- Северна Македонија
- Србија
- Словачка
- Таџикистан
- Туркменистан
- Уганда
- Узбекистан
- Централноафричка Република
- Чад
- Чешка
- Швајцарска

## Списак полуконтиненталних земаља
- Демократска Република Конго 0,3%
- Босна и Херцеговина 1,4%
- Ирак 1,6%
- Јордан 1,6%
- Република Конго 3%
- Того 3,3%
- Словенија 3,4%
- Белгија 4,6%